# Indocrassatella oblongata
Indocrassatella oblongata is een tweekleppigensoort uit de familie van de Crassatellidae. De wetenschappelijke naam van de soort is voor het eerst geldig gepubliceerd in 1920 door Yokoyama.